# 退行
退行也叫退化感情、倒退、迴歸，是一種心理防卫机制，指成年人在遇到特殊情况，如巨大的打击或严重焦虑时，有意识或者无意识地表现出与自己现阶段年龄不相符的不恰当行为。目的是通过幼稚的行为让自己能够受到别人的关注或者得到别人的帮助，从而使自己处在一个相对安全的环境，提出的要求都能得到满足。
如在受到巨大精神压力后，开始过度依赖周围的人，而为了让这个行为显得合理，就用儿童的方式来生活，从而使自己的要求得到满足。这种行为在情侣间比较多见，为了得到对方的亲密关系而撒娇，用稚嫩的语调说话等来让对方满足自己的要求。
从某种意义上说，一些心理障碍，例如强迫症、焦虑症等，或多或少都是退行这种防御机制的结果。

## 类型
力比多退行
由于无法忍受个体的性和独立自强，所以就表现出幼稚，并且避免自己变得性感或具攻击性。力比多退行有五种类型：回到口腔期、肛欲期、第一生殖器期、潜伏期和青年期。任何一个时期的儿童都可以把他们的功能转变到一个较早的时期。
自我退行
（1）对功能造成干扰：自发的自我功能或者自我力量停止发挥作用，以至于无法识别出自己感受到的某些不愉快感。
（2）退回较早期的防御机制：开始使用许多出现在儿童发展早期阶段的防御机制（否认、投射和分裂等）。
（3）无能的防御活动：在防御机制未能阻止想法时，这种失败会通过用苦难惩罚来减轻内疚感。
限时退行
在年龄较大时，会逃避想到当下的冲突，会时不时像自己在较早的发展阶段去思考、说话或者行动。最简单的形式是聚焦于童年期创伤的方式。
形态退行
情愿去做梦和睡觉也不敢承受后果，作为防御从意识转入无意识。

## 参阅
「江光荣．心理咨询的理论与实务：高等教育出版社，2012」
「张小乔．心理咨询的理论与操作：中国人民大学出版社，1998」